# Пантерка
Пантерката, известна още като Петниста мухоморка (Amanita pantherina), е гъба, числяща се към групата на Мухоморките. Отровен двойник на условно ядливата Бисерна гъба (Amanita rubescens).

## Описание
- Шапката е с диаметър от 5 до 10 cm, първоначално – полусферична, в по-късен стадий – плоска, светлокафява, охрена до кафявочерна, с бели брадавичести остатъци от общото покривало.
- Пластинките – бели до кремави, нагъсто разположени.
- Пънчето – високо до 12 cm, с характерен висящ, неназъбен пръстен.
- Месото – бяло, с неприятна миризма на ряпа.
- Расте през цялото лято и есен в иглолистни, широколистни и смесени гори.

## Сходни видове
- Бисерна гъба (Amanita rubescens)
- Гъстопетниста мухоморка (Amanita spissa)
- Жълто-розова мухоморка (Amanita gemmata)
- Amanita muscaria var. regalis

## Токсичност
Гъбата съдържа Иботенова киселина – вещество, близко по свойства до атропина. От 30 минути до 3 часа след приема се появяват зрителни и говорни смущения, халюцинации, разширени зеници, еуфория, в по-тежки случаи – гърчове, придружени с коликообразни болки и разстройство. Пострадалият изпада в дълбок сън, като се събужда след период от 10 до 15 часа без ясен спомен за случилото се.
Първа помощ: На пострадалия се дава 1 г./кг. медицински въглен, остатъчното лечение е симптоматично. Смъртността не е висока, рядко остават трайни последствия като сънливост, лесна уморяемост и др.